# Irene Kafka
Irene Kafka, eigentlich Irene Beck (* 1. September 1888 in Mährisch-Ostrau; † 9. Mai 1942 in Ravensbrück) war eine in Wien lebende Übersetzerin und Lyrikerin.

## Leben und Werk
Obwohl Irene Kafka einige populäre Werke aus dem Französischen und Englischen übersetzt hat, ist über sie nur noch wenig bekannt. So hat sie 1927 die deutschsprachige Erstausgabe von Agatha Christies drittem Kriminalroman Murder on the Links, der damals unter dem Titel „Mord auf dem Golfplatz“ im Georg Müller Verlag (München) veröffentlicht wurde, übersetzt. Es war Christies erster ins Deutsche übertragene Roman. Auch die Übersetzung der deutschsprachigen Erstausgabe von Agatha Christies zweitem Kriminalroman The Secret Adversary, der 1932 unter dem Titel „Die Abenteurer-G.m.b.H.“ im Goldmann Verlag Leipzig veröffentlicht wurde, stammt von Irene Kafka.
Sie übersetzte Maurice Baring, Julien Green, Robert Hichens, Francis de Miomandre, Pierre Loti, Moliere, Alfred de Musset, Arthur John Rees und Pierre de Ronsard. Weiterhin erschienen Ende der 1920er- und Anfang der 1930er-Jahre in der Neuen Freien Presse sowie im Neuen Wiener Tagblatt Kafkas Übersetzungen einzelner Gedichte von Jules Romains, Marcel Proust, Émile Verhaeren, aber auch einige eigene Gedichte.
In James Joyce’ Leben und Werk hat sie durch die am 19. Juli 1931 in der Frankfurter Zeitung veröffentlichte Erzählung „Vielleicht ein Traum“ (Originaltitel: „Perchance A Dream“) Spuren hinterlassen, weil dieses von ihr übersetzte, aber von Michael Joyce stammende Werk unter James Joyce’ Namen veröffentlicht wurde, worin dieser den vorsätzlichen Missbrauch seines Namens sah: „Vielleicht ein Traum aber gewiss eine Schweinerei'“.
In einem – auf Papier des Wiener Hotel de France geschriebenen Brief – schrieb sie Joyce’ Anwälten am 17. August 1931, wie es dazu gekommen war, dass die Zeitung ihre Übersetzung von Michael Joyce’ Erzählung unter „James Joyce“ veröffentlicht hatte. Mark Harman, der 1998 Franz Kafkas Schloss und 2008 dessen Amerika ins Amerikanische übersetzt hat, findet folgende Anspielung auf Irene Kafka in Finnegans Wake:

„[James Joyce] might appear to be alluding to the Prague writer when he refers disparagingly in Finnegans Wake to the "magpyre's babble towers." Kafka can mean magpie in Czech, and Kafka wrote a story about the Tower of Babel. The Kafka in question in the Wake, however, is probably not Franz but Irene, the translator, who is getting her comeuppance for mixing up the two Joyces.“

Allerdings basiert Harmans Interpretation auf einer in angelsächsischen Ländern verbreiteten Fehlübersetzung des Namens Kafka: kavka heißt im Englischen nicht „magpie“ („black-billed magpie“, Elster), sondern „daw“ beziehungsweise „jackdaw“ (Dohle), die dem Vernehmen nach auch im Kafkaschen Familienemblem zu sehen war.
Laut Julien Green stellte sich Irene Kafka ihm gegenüber als Schwester eines „Franz Kafka“ vor. Tatsächlich war sie die Schwester eines Franz Kafka, geboren 1893, der ein Cousin des Schriftstellers war. Green bezog diese Angabe jedoch auf den bekannten Schriftsteller. Ob das Missverständnis absichtlich von Irene Kafka verursacht wurde, ließe sich nur klären, wenn der genaue Wortlaut ihrer Aussage bekannt wäre. Es ist ebenso möglich, dass Green spontan an den Schriftsteller dachte, ohne dass Kafka dies beabsichtigt hatte.
Als Fritz von Herzmanovsky-Orlando im Frühjahr 1935 Bearbeiter für die Dialoge seines Bühnenstückes Kaiser Joseph und die Bahnwärterstochter suchte, wurde ihm von Fritz Horwitz, dem früheren Prokuristen des Wiener A. Wolf Verlages, die „sehr bekannte Übersetzerin (französ.) Irene Kafka“ empfohlen, die sich gemeinsam mit Paul Fent (eigentlich Paul Frankfurter) bereit erklärt habe, „die Dialogbearbeitung event. zu übernehmen, doch müssten sie das Manuskript vorerst sehen.“ Weiters schrieb Horwitz, dass er Herzmanovsky-Orlandos „Bedenken wegen polit. und rassischer Unbescholtenheit“ der Bearbeiter nicht teile, da diese „ja nicht unbedingt genannt sein“ müssten. Allerdings äußerte Herzmanovsky-Orlando, der seit 1932 Mitglied der NSDAP (Auslandsorganisation) war, am 27. April 1935 Hermann Schleichert vom Münchner Neuzeit-Verlag gegenüber brieflich Bedenken, weil er „nichts über die Stammeszugehörigkeit beider Autoren“ wisse.
Irene Kafka, die mit ihrem Mann Ferdinand Kafka im Hochhaus Herrengasse gelebt hat, wurde am 7. Mai 1940 wegen „Gräuelpropaganda“ („schriftstellerische Tätigkeit für deutschfeindliche Auslandszeitungen“) festgenommen und in das KZ Ravensbrück eingeliefert.
Irene Kafka heiratete am 25. Oktober 1906 in Prag einen Kaufmann, Arthur Schweizer, (Mit-)Besitzer einer Knopffabrik in Krems an der Donau.

## Weitere Übersetzungen, eigene Werke
- Maurice Dekobra: Mein System, in "Moderne Welt", 7, Wien 1926, S. 6 und 18 DNB 01284599X
- Maurice Dekobra: Aufforderung zum Tanz, in "Moderne Welt", 8, 1926, S. 2f.
- Maurice Dekobra: Der Daumen des Mörders. Die Muskete, 11. Juli 1932, S. 624–626; wieder ebd. 15. Oktober 1936, S. 826f.
- Maurice Dekobra: Die Regeln der Geometrie, Die Muskete, 30. Juli 1935, S. 608f.
- Maurice Dekobra: Strandidyll, Freiheit!, 4. Mai 1929, S. 5 (Copyright Feuilleton-Verlag Herzog, Halensee o. J.)
- Maurice Dekobra: Ein Mann mit Gewissen, Mocca, September 1932, S. 37–39.
- I. K.: Halt still! Gedicht. Die Waage # 38/39, Wien, 23. September 1916
- Lucien Descaves: Der Denker. Skizze, Die Muskete, 16. September 1937, S. 758.
- Dixie Willson: Der Hauptmann mit den schielenden Augen, Arbeiter-Zeitung 28. Juli 1930, S. 5 (= 1. Folge, weitere in späteren Nrn.)
- I. K.: Bei Pariser Literaten, Die Bühne, 219, Wien 1929, S. 42f. (Vier Autoren, darunter Jean Giraudoux)
- Léon Lafage: Ein Traum. Neues Wiener Journal, 2. Oktober 1932, S. 1f., Feuilleton unten[13]
- Eduard Bourdet: Die Teilung der Freunde. Lustspiel. Radiosendung Radio Wien, 17. August 1930 abends[14]
- Eduard Bourdet: Die Gefangene. Theaterstück, UA Theater in der Josefstadt, 21. Mai 1926